# Karl Landtmanson
Magnus Karl Landtmanson, född 9 augusti 1871 i Falu landsförsamling, Kopparbergs län, död 31 januari 1953 i Bromma församling, Stockholm, var en svensk elektroingenjör.
Landtmanson, som var son till kommissionslantmätaren Magnus Fredrik Landtmanson, avlade mogenhetsexamen 1890, blev elev vid Kungliga Tekniska högskolan samma år och avlade avgångsexamen 1893. Han företog studieresor i Europa och Nordamerika 1897 och 1904. Han anställdes vid Asea i Västerås 1893, var första ingenjör vid Finska Elektriska Ab i Helsingfors 1900–1903, extra lärare i elektroteknik vid Industriskolan i Helsingfors 1903 och statsinspektör i Statens elektriska inspektions norra distrikt från 1904. Han författade Elektromotorer (femte häftet av Thomas Ljungquists Kraftmotorer: deras konstruktion och skötsel, 1901). Landtmanson är gravsatt på Bromma kyrkogård.